# چکیده مدیریتی
چکیده اجرایی یا چکیده مدیریتی یک سند کوتاه یا بخشی از یک سند، برای اهداف کسب‌وکار است؛ که چکیده‌ای از یک گزارش بلند یا پیشنهاد یا گروهی از گزارش‌های مرتبط با آن می‌باشد. همچنین در چنین راهی است که خوانندگان می‌توانند به سرعت با یک بدنهٔ بلندی از مواد آشنا شوند، بدون آنکه مجبور باشند همهٔ محتوای آن را بخوانند.
آن معمولاً شامل یک بیانیه مختصری از مشکل یا پیشنهادی است که در سند اصلی، مقداری از اطلاعات پیش زمینه‌ای، تجزیه و تحلیل مختصر و نتیجه‌گیری را پوشش می‌دهد. همچنین آن به عنوان کمک به تصمیم‌گیری توسط مدیران در نظر گرفته شده است و به عنوان احتمالاً مهم‌ترین بخش از طرح کسب‌وکار توضیح داده شده است.

## نوع ساختار
توافق عمومی گسترده‌ای در ساختار یک خلاصه اجرایی یا یک چکیده مدیریتی «معمولی» وجود دارد.
- احتمالاً ۵–۱۰٪ یا پس از طول گزارش اصلی
- دارای زبان مناسب برای مخاطبان
- شامل پاراگراف کوتاه و مختصر
- شروع با یک چکیده
- در همان نظم به عنوان گزارش اصلی نوشته شده است
- تنها شامل مواد موجود در گزارش اصلی
- توصیه‌ها
- ارائه یک توجیه
- نتیجه‌گیری
- گاهی اوقات بیش از یک سند چکیده

## اهمیت
اهمیت چکیده اجرایی به عنوان یک ابزار ارتباطی است که غالباً می‌توان آن را در راهنمایی‌ها و تجزیه و تحلیل هدف برای دانشگاهیان و کسب‌وکار مردم تأکید کرد.